# René Zazzo
René Zazzo, né le 27 octobre 1910 à Paris et mort le 20 septembre 1995 à Saint-Maur-des-Fossés, est un psychologue clinicien et universitaire français. Il est professeur de psychologie à l'université Paris-Nanterre, spécialiste de psychologie de l'enfant.

## Biographie
Né dans une famille ouvrière, il obtient une licence et un DES de philosophie à la Sorbonne et soutient en 1958 une thèse d'État intitulée Les jumeaux, le couple et la personne, qu'il publie en 1960.
Sur les conseils d'Henri Wallon, il renonce à poursuivre ses études en philosophie, mais sollicite une bourse qui lui permet de faire un séjour d'étude à l'université Columbia, puis un stage dans le laboratoire d'Arnold Gesell, à l'université Yale. À son retour en France, il fait des vacations à l'Institut départemental des sourds-muets d'Asnières puis obtient une charge de travaux pratiques à l'Institut de psychobiologie, auprès d'Hélène Gratiot-Alphandéry. Il se spécialise en psychologie de l'enfant et soutient en 1958, une thèse d'État sous la direction de Jean Piaget.
En 1940, il dirige le laboratoire de psychologie clinique de l'hôpital Henri Rousselle de Montesson. L'ouvrage collectif Équipe de l'Hôpital Henri Rousselle fait le point sur les recherches qu'il dirige, tant sur le point historique et notionnel quant à la notion de déficience intellectuelle que sur l'étiologie en lien avec des questionnements liés à l'hérédité ou à l'environnement socio-familial. Après la guerre, il est chargé de cours en psychologie à l'École normale supérieure de Fontenay-Saint-Cloud pour la formation des inspecteurs de l'Éducation nationale (1945-1948). Il est nommé directeur-adjoint (1947-1950), puis directeur (1950-1980) lorsqu'il succède à Henri Wallon, du laboratoire de psychobiologie de l'enfant, rattaché à l'EPHE. Il est professeur de psychologie à l'Institut de psychologie de Paris (1950-1980) et de psychologie génétique à l'université Paris-X-Nanterre (1967-1980). Il est cofondateur de la Société française pour l'étude de la débilité mentale, à un moment où la psychologie scientifique tente d’établir un savoir sur le fonctionnement du psychisme humain.
En 1945, soutenu par Henri Wallon, il est sollicité pour fonder les premiers services de psychologie scolaire, prolongeant ainsi l'œuvre d'insertion de la psychologie dans l'éducation entamée par Alfred Binet, dont il développe les travaux entre 1946 et 1966, date à laquelle il publie la nouvelle échelle métrique de l'intelligence(NEMI). Cependant, son souhait est de prévenir l'échec scolaire plutôt que de dépister les enfants déficients.

## Activités de recherche et responsabilités institutionnelles
Son premier ouvrage est consacré à une étude des pionniers de la psychologie américaine (1942). L'essentiel de ses recherches concerne la psychologie de l'enfant. Dans un premier temps, il s'intéresse en équipe aux problèmes de dyslexie et de handicap mental. Considérant le développement d'enfants jugés débiles, Zazzo propose la notion d'« hétérochronie oligophrène », afin de montrer que ce développement, comparé à celui d'enfants normaux, se fait à différentes vitesses selon le secteur psychobiologique concerné. Renouant avec une certaine psychologie de la conscience, la plupart des recherches qu'il produit entre 1950 et 1980 concernent ce qu'il considère comme le problème principal de la psychologie, celui de l'identité : comment se construit une personne ? Les domaines dans lesquels il travaille (gémellité, imitation précoce et reconnaissance de soi) apparaissent comme diverses tentatives pour apporter des réponses à cette question.
Il dirige la revue Enfance de 1962 à 1995.

## Engagements politiques et associatifs
Il est actif dans la Résistance, sous le pseudonyme de « Borine », comme secrétaire général du Front national universitaire auquel participent également Frédéric Joliot-Curie, Henri Wallon et Robert Debré, et rédige des articles pour la publication clandestine, l'Université libre. En juillet 1942, il s'emploie aussi en faveur de son ancien condisciple et ami Valentin Feldman, qui vient d'être condamné à mort par un tribunal militaire allemand, mais ne parviendra pas à le sauver. Durant la guerre d'Algérie, il co-signe le Manifeste des 121, qui revendique le droit à l'insoumission militaire et le droit d'apporter une aide aux opposants à la guerre.

## Vie privée
Il est l'époux de Bianka Zazzo avec qui il collabore dans des recherches et publications en psychologie.

## Publications
- (co-dir.) La Psychologie scolaire, avec Hélène Gratiot-Alphandéry, Paris, Puf, 1953.
- Les Jumeaux, le couple et la personne, Paris, Presses universitaires de France, coll. « Quadrige », 1960 (ISBN 2-13-055248-X).
- (coll.) Manuel pour l'examen psychologique de l'enfant, t. 2, Neuchâtel, Delachaux et Niestlé, 1969 (ISBN 2-603-00205-8).
- (coll.) Les Débilités mentales, Paris, Armand Colin, 1969
- L'Évolution de l'enfant et de l'adolescent. Facteurs et dynamiques de l'évolution, in Maurice Debesse et Gaston Mialaret, Le Traité des sciences pédagogiques, Paris, Puf, 1969.
- Psychologie différentielle de l'adolescent, 1972.
- Psychologie et marxisme : la vie et l'œuvre d'Henri Wallon, Denoël-Gonthier, 1975.
- (dir.) Traité de psychologie de l'enfance, avec Hélène Gratiot-Alphandéry, Paris, Puf, 1970-1976.
- Où en est la psychologie de l'enfant ?, Médiations, 1983.
- Le Paradoxe des jumeaux, Paris, Stock-Pernoud, 1984.
- avec Bianka Zazzo, Une mémoire pour deux, Sprimont, Pierre Mardaga, 2000, 188 p. (ISBN 2-87009-758-1)

## Distinctions
- 1955 et 1957 : président de la Société française de psychologie[13]
- 1967-1968 : président de l'Association de psychologie scientifique de langue française
- 1975-1976 : président de l'Association française de thérapie comportementale et cognitive[17]
- 1978 : prix de l'Union rationaliste[13]
- 1979 : docteur honoris causa de l'université libre de Bruxelles[18]
- 1985 : docteur honoris causa de l'université de Sherbrooke[13]